# Atyria alegrensis
Atyria alegrensis är en fjärilsart som beskrevs av Embrik Strand 1921. Atyria alegrensis ingår i släktet Atyria och familjen mätare. Inga underarter finns listade i Catalogue of Life.